# Evenus regalis
Evenus regalis är en fjärilsart som beskrevs av Pieter Cramer 1779. Evenus regalis ingår i släktet Evenus och familjen juvelvingar. Inga underarter finns listade i Catalogue of Life.

## Bildgalleri

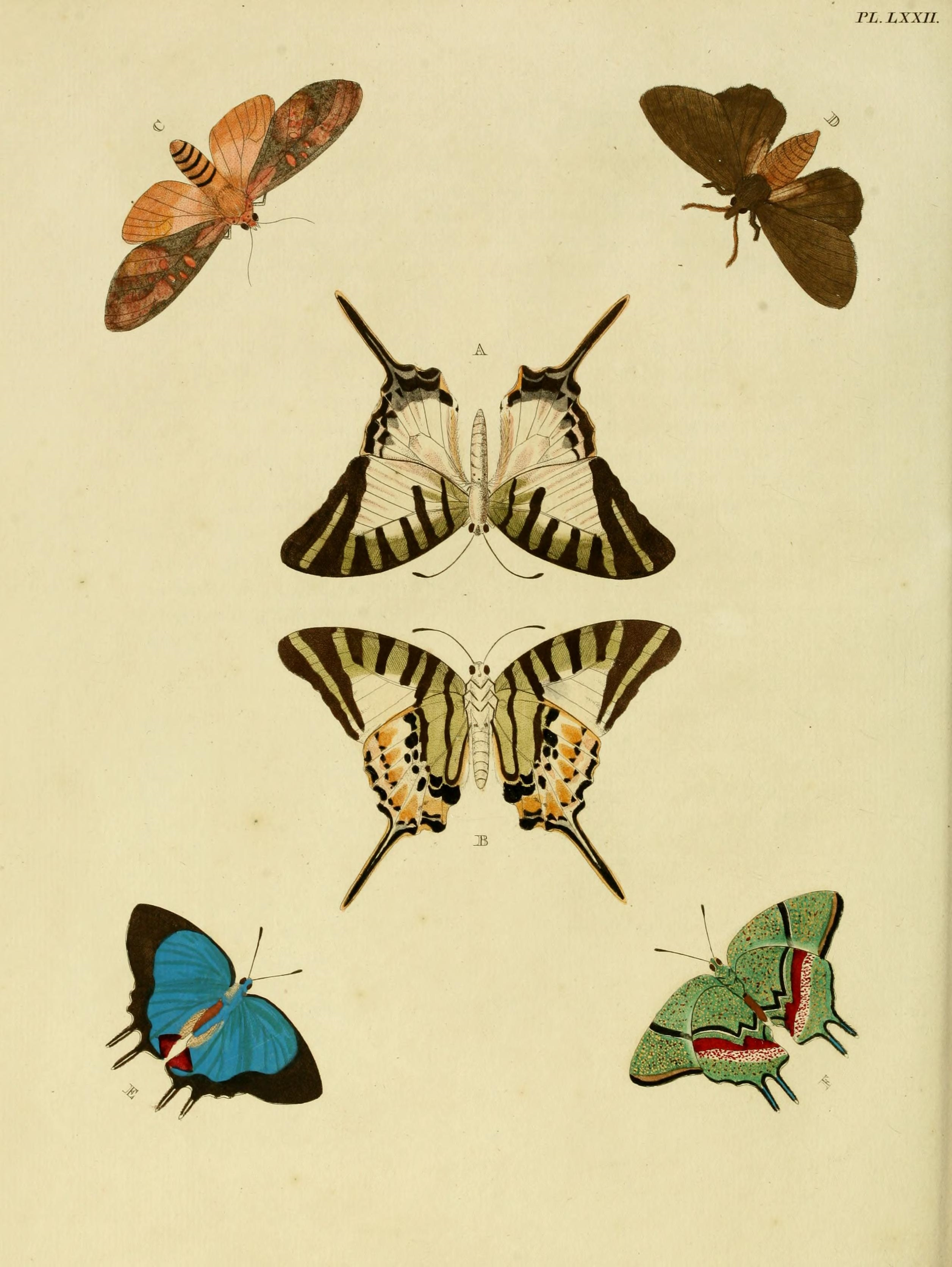